# Zaynab bint Al-Harith
Zaynab bint Al-Harith, död 629, var en arabisk judinna.
Hon var känd för sin opposition mot den muslimska profeten Muhammed. Efter muslimernas erövring av Khaybar 628 gav hon honom ett förgiftat lamm som gåva. En av Muhammeds följare, Bishr ibn al-Bara, åt av köttet, vilket gjorde honom förlamad och resulterade i hans död året därpå. Hans släktingar mördade därefter Zaynab bint Al-Harith genom blodshämnd. 